# 検札
検札（けんさつ）とは、日本において有料道路上で通行券などを点検すること。有料道路における不正通行（キセル行為）の防止、転回走行の確認、通行券の交換などを目的として行われる。
なお、検札業務を行う場所は「検札所」と呼ばれるが、施設名称は「料金所（検札）」と表記される。

## 概要

### 異なる形式の通行券の交換目的
1980年に北陸自動車道の米原JCT〜敦賀ICが供用された際に、パンチカード形式の通行券（名神高速道路ほか）と磁気カード形式の通行券（北陸自動車道）の2つの通行券システムが高速道路上に混在することになった。
この2つの通行券システムの端点となる米原JCT付近に検札所が設置され、ここを通過する車両に対して通行券の交換を行うことを目的とする検札業務が行われた。なお、後に通行券システムが統一されたため通行券交換の必要性はなくなったが、下記の不正通行防止のために検札所は存置された。

### 不正通行の防止目的
日本の高速道路では、1970年代から主に上下集約式のサービスエリア内における通行券の不正交換や偽装紛失といった手段による不正通行が多く発生した。日本道路公団（当時。以下「道路公団」）による調査では、1985年の推定損失額は40億円超に上るとされている。
このような高速道路における不正通行を防ぐため、道路公団では上下集約式のサービスエリアへの検札所を設置したり、移動検札車を導入して休憩施設内での検札を実施するなどの施策のほか、SA・PA付近の中央分離帯への横断防止フェンスの設置を通じて通行券の不正交換の防止を図ったが、これらの対策には顕著な効果がみられなかった。
こうした背景から、1981年に道路公団は東名高速道路・名神高速道路のおおよそ中間点となる静岡県と愛知県の県境付近、及び中国自動車道の山崎付近の2ヶ所の本線上に検札所の設置を決定し、全ての通行車両を停車させて、適正な通行券を携帯しているかを確認するとともに、本線料金所の通過時刻や進行方向などを通行券に印字して、通行券の不正交換や改竄などによる不正通行を抑止することとした。
これらの本線上に設けられた検札所は「本線料金所（検札）」「チェックバリア（Check Barrior）」と表記された。
その後、通行券システムの更新によって通行券の様式が統一されたこと、ETCの導入とその普及に伴い、通行券を不正交換する手段による不正通行が減少し、いずれの目的についても検札の必要性が低くなったことから、本線上に設置されていた検札所は2007年までに全て廃止されている。
なお、検札所が廃止される背景として、検札所の要員に人件費が掛かり費用対効果に疑問があること、全車が一旦停止させられるために本線上の渋滞の遠因となることなどを挙げる意見もある。

### 折り返し走行（転回）の記録目的
ハイウェイオアシスなど観光施設が併設されたサービスエリアやパーキングエリアの一部では、施設利用後に出発IC方向への折り返し走行（転回）が可能となっている。折り返し走行の場合は出口ICで往路・復路の通行料金を一括徴収するため、転回の事実を記録する目的で検札所が設けられている。
これらの検札所は、本線上に設けられたものに対して「料金所（検札所）」「チェックゲート（Check Gate）」とも呼ばれる。

## 検札所
現在は次の検札所が稼働中である。いずれも施設利用後に逆方向への転回が可能であり、通過を記録するために設置されている。
- 道央自動車道 : 砂川SA内（ハイウェイオアシスで転回可能。上り線側のみに設置）
- 神戸淡路鳴門自動車道 : 淡路第二料金所（淡路SA内で転回が可能）
- 瀬戸中央自動車道 : 与島料金所（与島PA内で転回が可能）

### 廃止された検札所
- 東名高速道路 : 豊橋本線料金所（1988年9月21日業務開始、2007年5月31日廃止）
- 北陸自動車道 : 米原本線料金所（1980年4月業務開始、2007年5月31日廃止）
- 東北自動車道 : 泉本線料金所（2004年11月廃止）
- 中国自動車道 : 山崎本線料金所（1983年2月業務開始、2004年12月廃止）